# Idylle au Caire
Pour plus de détails, voir Fiche technique et Distribution.
Idylle au Caire (Saison in Kairo) est un film franco-allemand réalisé par Claude Heymann et Reinhold Schünzel, sorti en 1933.

## Synopsis
Au Caire, au début des années 1930, Ellinor Blackwell est la veuve fortunée d'un magnat américain et mène dans la capitale égyptienne une vie dominée par le luxe et l'oisiveté. Pendant ce temps, son fils Tobby gère les affaires de l'entreprise familiales et trouve que le train de vie de sa mère n'est pas acceptable. Il pense qu'il lui faut un nouveau mari et prend les choses en main. La jeune comtesse Stefanie von Weidling-Weidling pense comme lui, sauf que chez elle, c'est son père dont le mode de vie ne lui plaît pas. Malgré son âge avancé, ce dernier est un coureur de jupons invétéré qui, de surcroît, jette son argent par la fenêtre à pleines mains. Tobby a alors une idée brillante, qui consiste à réunir ces deux cas désespérés pour qu'ils puissent se marier et reprendre enfin une vie normal. Après une brève indignation initiale de la part de Stefanie, cette dernière trouve l'idée intéressante et promet d'aider son fils à mettre en œuvre un plan. Les deux candidats au mariage sont invités à une grande fête dans un hôtel où ils annoncent leurs fiançailles.
Les deux jeunes gens ne se doutent pas que le vieux Weidling-Weidling et Ellinor Blackwell ont la même idée pour leurs deux enfants, dont ils pensent qu'ils iraient merveilleusement bien ensemble. Les idées des parents ne sont toutefois pas tout à fait désintéressées car tandis qu'Ellinor espère ainsi entrer dans la vieille noblesse européenne, le baron, notoirement à court d'argent, espère se refaire quant à lui une santé économique. Sans se douter des projets des jeunes gens, le comte Leopold prend la parole lors de la fête et devance Tobby de quelques secondes pour annonce les fiançailles de Tobby Blackwell et de Stefanie von Weidling-Weidling. Ces derniers restent perplexes et pour éviter un scandale, Tobby propose à Stefanie de contracter un mariage pro-forma, sans aucune conséquence et dont, après un délai de pudeur, chacun pourra divorcer en toute discrétion. Cette proposition blesse la jeune comtesse, car l'idée d'épouser cet homme dont elle est tombée amoureuse ne lui déplaît pas.
L'invitation, lancée par le dignitaire arabe Ismaël Pacha au couple américano-européen dans le désert, change finalement la donne et une tente de mariage est rapidement mise à la disposition des jeunes mariés. Comme Ellinor et le comte Léopold ont appris entre-temps que leurs deux rejetons avaient l'intention de leur faire la même chose qu'à eux, ils partent au plus vite à la recherche de leurs enfants afin d'éviter le pire. Accueillis par des bédouins, les deux hommes âgés sont pris pour le couple de jeunes mariés et se voient attribuer le même traitement. Pendant ce temps, Tobby doit faire face à trois rivaux pour obtenir les faveurs de Stefanie, ce qui lui fait prendre conscience qu'elle serait un excellent choix en tant qu'épouse aimante. 
Il met en fuite les concurrents et avoue son amour à la belle Fleur du désert et il n'est plus question de divorcer.

## Fiche technique
- Titre : Idylle au Caire
- Titre original : Saison in Kairo
- Réalisateur : Claude Heymann et Reinhold Schünzel
- Scénario : Jacques Bousquet et Walter Reisch
- Photographie : Carl Hoffmann
- Décors : Robert Herlth et Walter Röhrig
- Costumes : Ida Revelly
- Musique : Werner R. Heymann
- Son : Fritz Thiery
- Montage : Eduard von Borsody
- Production : UFA - Raoul Ploquin
- Pays :  France -  Reich allemand
- Durée : 80 minutes
- Date de sortie : France, 30 juin 1933

## Distribution
- Henry Roussell : le comte Léopold de Weidling-Weidling
- Renate Müller : Stéphy
- Georges Rigaud : Tobby Blackwell
- Spinelly : Mabel Blackwell